# Lutkho
Der Lutkho (auch Lotkoh oder Garam Chashma) ist der rechte Quellfluss des Kunar in der pakistanischen Provinz Khyber Pakhtunkhwa.
Der Lutkho entspringt nahe der afghanischen Grenze auf einer Höhe von etwa 4250 m. Von dort strömt er in überwiegend östlicher Richtung im Nordwesten des Chitral-Distrikts durch den Hindukusch. Eine Straße (Garam Chashma Road) führt entlang dem Flusslauf zum 4300 m hohen Dorah-Pass, der einen Übergang nach Badachschan bildet. Der Arkari Gol mündet oberhalb von Shogore linksseitig in den Fluss. Später wendet sich der Lutkho nach Süden und trifft 7 km nördlich von Chitral auf den Mastuj. Der Lutkho hat eine Länge von etwa 80 km. Sein 4500 km² großes Einzugsgebiet wird im Westen und Norden von der Wasserscheide des Hindukusch-Hauptkamms begrenzt, die gleichzeitig die Staatsgrenze zu Afghanistan bildet. Ortschaften im Flusstal des Lutkho sind Dung Gushten, Darband, Garam Chashma, Shogore und Rondur.